# Zentrales Orchester der Nationalen Volksarmee
Das Zentrale Orchester der Nationalen Volksarmee (NVA) (auch Zentralorchester, kurz ZO) war ein sinfonisches Blasorchester der Landstreitkräfte der NVA und das führende Militärorchester in der Deutschen Demokratischen Republik.

## Geschichte
Das Zentrale Orchester der NVA hat seine Ursprünge in der Kasernierten Volkspolizei, dem Vorläufer der NVA. Es wurde 1949 zunächst als Sinfonieorchester in (Ost-)Berlin aufgestellt und später in ein Blasorchester umgeformt. Die Überführung in die NVA erfolgte 1956. Unter der Leitung von Gerhard Baumann entwickelte sich das Orchester „zu einem Begriff für gediegene Militärmusik und zu einem außerordentlichen Klangkörper.“
Nach der deutschen Wiedervereinigung gab das Orchester als Musikkorps der Bundeswehr Berlin am 2. November 1990 sein letztes Konzert.

## Personen

### Leiter
| Zeitraum             | Leiter                   |
| -------------------- | ------------------------ |
| ?–1959               | Hans-Helmut Hunger       |
| 1959 – November 1983 | Gerhard Baumann          |
| November 1983 – 1990 | Heinz Häcker (1931–2019) |

Hunger, Baumann und Häcker führten als Leiter des Zentralen Orchesters der NVA den Dienstgrad Oberst plus die Bezeichnung Generalmusikdirektor.

### Weitere
- Alfred Pechau
- Bernd Zivny, bis 1990 Stellvertreter des Leiters